# تلفيف مسنن
التلفيف المسنن ( DG ) هو جزء من تركيب الحصين في الفص الصدغي للدماغ الذي يشمل الحُصين والجزء الفرعي (بالإنجليزية: subiculum)‏. التلفيف المسنن هو جزء من الدائرة ثلاثية المشبك (بالإنجليزية: trisynaptic circuit)‏ الحصين ويعتقد أنه يساهم في تكوين ذكريات عرضية جديدة،   الاستكشاف التلقائي لبيئات جديدة  ووظائف أخرى. 
من الملاحظ أن التليف المسسن واحدة من الهياكل الدماغية القليلة المنتقاة، والمعروفة بامتلاكها معدلات عالية من تكوين الخلايا العصبية عند البالغين في العديد من أنواع الثدييات إبتداءً من القوارض وصولا إلى الثدييات الرئيسة (primates).  تشمل المواقع الأخرى لتكوين الخلايا العصبية لدى البالغين المنطقة
تحت البطينية (subventricular zone)، والمخطط  والمخيخ .  ومع ذلك، فإن ما إذا كان تكوين الخلايا العصبية مهمًا في التلفيف المسنن للإنسان البالغ أمر مثير للجدل.   أظهر دليل عام 2019 أن تكوين الخلايا العصبية لدى البالغين يحدث بالفعل في المنطقة تحت البطينية وفي المنطقة تحت الحبيبية للتلفيف المسنن.  

## التركيب

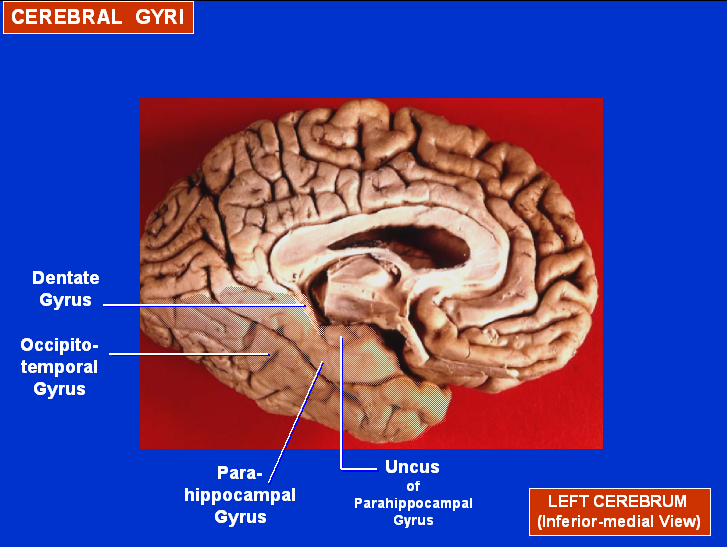
موقع التلفيف المسنن والعلاقات مع الهياكل الأخرى.

يتكون التلفيف المسنن، من ثلاث طبقات متميزة : طبقة جزيئية خارجية، وطبقة خلية حبيبية وسطى (stratum oriens)، وطبقة داخلية متعددة الأشكال، تماماً مثل تركيب الحصين  (في الحصين، تكون الطبقة الخارجية هي الطبقة الجزيئية، والطبقة الوسطى هي الطبقة الهرمية، والطبقة الداخلية هي طبقة أورينز (ستراتم أورينز (stratum oriens))). الطبقة متعددة الأشكال هي أيضًا نقير التلفيف المسنن (CA4، وتمثل ملتقى الحُصين والتلفيف المسنن).  
تقع الطبقة الحبيبية (stratum oriens) بين الطبقة الجزيئية العلوية والنقير الكامنة (الطبقة متعددة الأشكال( underlying hilus (polymorphic layer)).  تقوم الخلايا الحبيبية لطبقة الحبيبات بإبراز محاورها المعروفة باسم الألياف الطحلبية لتكوين مشابك مشابكة مثيرة على التشعبات في الخلايا العصبية الهرمية CA3. يتم تجميع الخلايا الحبيبية بإحكام معًا بطريقة مغلفة تخفف من استثارة الخلايا العصبية. 
تنحني بعض التشعبات القاعدية (basal dendrites) للخلايا الحبيبية إلى الطبقة الجزيئية. معظم التشعبات القاعدية تدخل نقير(hilus). هذه التشعبات النحيفة أقصر وأرق ولها فروع جانبية أقل. 
النوع الثاني من الخلايا المثيرة في النقير هو الخلية الطحلبية،  التي تقوم بإسقاط محاورها على نطاق واسع على طول المحور الحاجز الصدغي، (يمتد من منطقة الحاجز إلى الفص الصدغي) مع تخطي الإسقاط المماثل أول 1-2 mm بالقرب من أجسام الخلايا،  تكوين غير معتاد، يُفترض أن يعد مجموعة من مجموعات الخلايا في CA3 لدور استرجاع البيانات، عن طريق التوزيع العشوائي لخلاياها. 
بين النقير(الهيلوس(hilus)) وطبقة الخلية الحبيبية توجد منطقة تسمى المنطقة تحت الحبيبية وهي موقع تكوين الخلايا العصبية . 
يسمى الاستمرارية الأمامية للتلفيف المسنن بذيل التلفيف المسنن، أو عصابة جياكوميني . معظم التلفيف المسنن غير مكشوف على سطح الدماغ ولكن شريط جياكوميني مرئي، ويشكل معلما هاما للسطح السفلي من المعقف (uncus). 

### دارة ثلاثية المشابك
تتكون الدائرة ثلاثية المشابك (trisynaptic circuit) من خلايا مثيرة (معظمها خلايا نجمية ) في الطبقة الثانية من القشرة المخية الشمية الداخلية (entorhinal cortex)، وتنتقل إلى طبقة الخلايا الحبيبية للتلفيف المسنن عبر المسار المثقوب .   لا يتلقى التلفيف المسنن أي مدخلات مباشرة من الهياكل القشرية الأخرى.  ينقسم المسار المثقوب إلى المسارين الإنسي والوحشي المثقوبين (medial and lateral perforant paths)، اللذين يتم إنشاؤهما، على التوالي، في الأجزاء الوسطى والجانبية من القشرة المخية الشمية الداخلية . يتشابك المسار الإنسي المثقوب على المنطقة المتفرعة القريبة من الخلايا الحبيبية ، في حين أن المسار الجانبي (الوحشي (lateral)) المثقب يفعل ذلك على التشعبات البعيدة. قد يبدو أن معظم المناظر الجانبية للتلفيف المسنن تشير إلى بنية تتكون من كيان واحد فقط، لكن الحركة الإنسيّة (medial) قد توفر دليلاً على الأجزاء البطنية والظهرية من التلفيف المسنن.  تقوم محاور الخلايا الحبيبية التي تسمى الألياف الطحلبية بعمل اتصالات متشابكة مثيرة مع الخلايا الهرمية لـ CA3 و CA1. 

## التطوير
تتميز الخلايا الحبيبية في التلفيف المسنن بوقت تكوينها المتأخر أثناء نمو الدماغ.
في الفئران، يتم توليد ما يقرب من 85٪ من الخلايا الحبيبية بعد الولادة. 
في البشر، تشير التقديرات إلى أن الخلايا الحبيبية تبدأ في التولد خلال أسابيع الحمل من 10.5 إلى 11، وتستمر في التولد خلال الثلث الثاني والثالث من الحمل، بعد الولادة وعلى طول الطريق حتى مرحلة البلوغ.   تمت دراسة المصادر الجرثومية للخلايا الحبيبية ومسارات هجرتها  أثناء نمو دماغ الفئران. يتم إنشاء أقدم الخلايا الحبيبية في منطقة معينة من الظهارة العصبية الحصينية وتهاجر إلى التلفيف المسنن البدائي حول الأيام الجنينية (E) 17/18، ثم تستقر كخلايا خارجية في الطبقة الحبيبية المكونة. بعد ذلك، تتحرك الخلايا السليفة المسننة خارج هذه المنطقة نفسها من الظهارة العصبية الحصينية، وتحتفظ بقدرتها الانقسامية، وتغزو نقير التلفيف المسنن المتكون. هذه المصفوفة الجرثومية المشتتة هي مصدر الخلايا الحبيبية من تلك النقطة فصاعدًا. تتراكم الخلايا الحبيبية المتولدة حديثًا تحت الخلايا القديمة التي بدأت في الاستقرار في الطبقة الحبيبية. مع إنتاج المزيد من الخلايا الحبيبية، تزداد سماكة الطبقة وتتراكم الخلايا حسب العمر - الأقدم هو الأكثر سطحية والأصغر هو الأعمق.  تبقى سلائف الخلايا الحبيبية في منطقة تحت حبيبية تصبح أرق تدريجياً مع نمو التلفيف المسنن، ولكن يتم الاحتفاظ بهذه الخلايا السليفة في الفئران البالغة. هذه الخلايا المتناثرة بشكل قليل تولد باستمرار الخلايا العصبية للخلايا الحبيبية،   والتي تضيف إلى إجمالي السكان. هناك مجموعة متنوعة من الاختلافات الأخرى في التلفيف المسنن للفئران والقرد والإنسان. الخلايا الحبيبية لها فقط التشعبات القمية في الجرذ. ولكن في القرد والبشر، العديد من الخلايا الحبيبية لها أيضًا تشعبات قاعدية. 

## الوظيفة

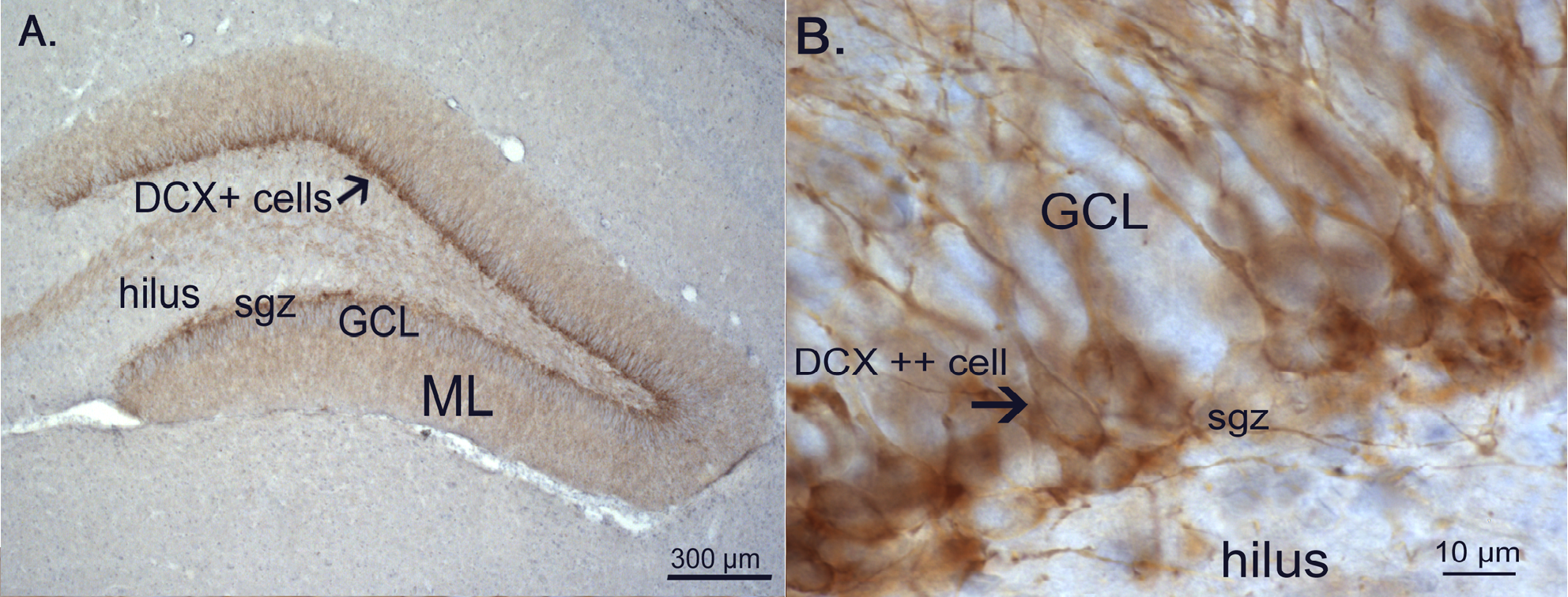
المنطقة تحت الحبيبية (في دماغ الفئران). (A) مناطق التلفيف المسنن: الهيلوس ، المنطقة تحت الحبيبية (sgz) ، طبقة الخلايا الحبيبية (GCL) ، والطبقة الجزيئية (ML). كانت الخلايا ملطخة لدوبليكورتين (DCX). (B) المقربة من المنطقة تحت الحبيبية ، الواقعة بين hilus و GCL ، موقع تكوين الخلايا العصبية لدى البالغين.

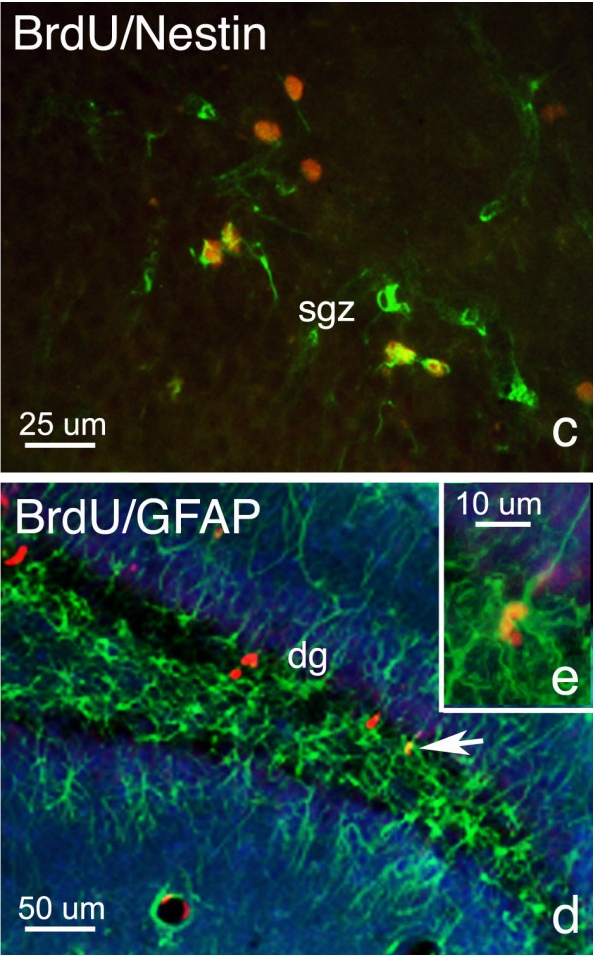
الأنماط الظاهرية للخلايا المتكاثرة في التلفيف المسنن. جزء من رسم توضيحي من فايز وآخرون ، 2005.

يُعتقد أن التلفيف المسنن يساهم في تكوين الذكريات، ويلعب دورًا في الاكتئاب .
تمت دراسة دور الحُصين في التعلم والذاكرة لعقود عديدة خاصة منذ أواخر الخمسينيات من القرن الماضي ، بعد نتائج الجراحة التي أجريت في ذكر أمريكي لإزالة معظم الحُصين. 
لا يزال من غير الواضح كيف يُمكّن الحُصين من تكوين ذاكرة جديدة ، ولكن تحدث عملية واحدة ، تسمى التقوية طويلة المدى (LTP) ، في هذه المنطقة من الدماغ. 
تتضمن التقوية طويلة الأمد (LTP)) تقوية طويلة الأمد للوصلات المشبكية بعد التحفيز المتكرر.  بينما يظهر التلفيف المسنن التقوية طويلة المدى (LTP)، فهو أيضًا أحد المناطق القليلة في دماغ الثدييات حيث يحدث تكوين الخلايا العصبية للبالغين (تكوين الخلايا العصبية الجديدة). تفترض بعض الدراسات أن الذكريات الجديدة يمكن أن تستخدم بشكل تفضيلي الخلايا الحبيبية المشكلة حديثًا للتلفيف المسنن، مما يوفر آلية محتملة للتمييز بين حالات متعددة من الأحداث المتشابهة أو زيارات متعددة لنفس الموقع.  في المقابل ، تم اقتراح أن الخلايا الحبيبية غير الناضجة لدى حديثي الولادة تستقبل تكوين روابط متشابكة جديدة مع المحاور العصبية القادمة من الطبقة الثانية من القشرة المخية الشمية الداخلية،
وبهذه الطريقة يتم تذكر كوكبة جديدة من الأحداث كذاكرة عرضية.
وذلك بربط الأحداث في الخلايا الحبيبية الفتية التي لها العمر المناسب المسموح به.  يتم تعزيز هذا المفهوم من خلال حقيقة أن زيادة تكوين الخلايا العصبية مرتبطة بتحسين الذاكرة المكانية في القوارض، كما يتضح من خلال الأداء في المتاهة. 
من المعروف أن التلفيف المسنن يعمل كوحدة معالجة مسبقة. في حين أن الحقل الفرعي CA3 يشارك في تشفير الذاكرة وتخزينها واسترجاعها، فإن التلفيف المسنن مهم في فصل النمط (pattern separation) .  عندما تدخل المعلومات عبر المسار المثقب ، يفصل التلفيف المسنن المعلومات المتشابهة جدًا إلى تفاصيل مميزة وفريدة من نوعها.   هذا يضمن أن يتم تشفير الذكريات الجديدة بشكل منفصل دون إدخال من ذكريات مخزنة مسبقًا لميزة مماثلة ،  وتجهز البيانات ذات الصلة للتخزين في منطقة CA3.  يمنح فصل الأنماط القدرة على تمييز ذاكرة واحدة عن الذكريات المخزنة الأخرى.  يبدأ فصل النمط في التلفيف المسنن. تعالج الخلايا الحبيبية في التلفيف المسنن المعلومات الحسية باستخدام التعلم التنافسي(competitive learning)، وتنقل تمثيلًا أوليًا لتشكيل حقول المكان .  تعد حقول الأماكن محددة للغاية، حيث إنها قادرة على إعادة تعيين وتعديل معدلات إطلاق النار استجابةً لتغيرات الإشارات الحسية الدقيقة. هذه الخصوصية ضرورية لفصل الأنماط، لأنها تميز الذكريات عن بعضها البعض. 
يُظهر التلفيف المسنن شكلاً محددًا من اللدونة العصبية الناتجة عن التكامل المستمر للخلايا الحبيبية المثيرة التي تم تشكيلها حديثًا. 

## الأهمية السريرية

### الذاكرة
إحدى أبرز الحالات المبكرة لفقدان الذاكرة التقدمي (عدم القدرة على تكوين ذكريات جديدة(anterograde amnesia)) التي ربطت الحُصين بتكوين الذاكرة كانت حالة هنري مولايسون (المعروف بشكل مجهول باسم المريض إتش إم (Patient H.M) حتى وفاته في عام 2008).  تم علاج صرعه عن طريق الاستئصال الجراحي للحصين (نصفي الكرة الأيمن والأيسر لكل منهما حصين خاص به) بالإضافة إلى بعض الأنسجة المحيطة به. ترك هذا الإزالة المستهدفة لأنسجة الدماغ السيد مولايسون مع عدم القدرة على تكوين ذكريات جديدة، وكان يُعتقد أن الحُصين مهم لتكوين الذاكرة منذ ذلك الوقت، على الرغم من أن الآلية غير واضحة. 

### التوتر والاكتئاب
قد يكون للتلفيف المسنن أيضًا دور وظيفي في الإجهاد والاكتئاب. على سبيل المثال، في الفئران، وجد أن تكوين الخلايا العصبية يزداد استجابة للعلاج المزمن بمضادات الاكتئاب .  وقد ثبت أن التأثيرات الفسيولوجية للإجهاد (stress)، والتي تتميز غالبًا بإفراز الجلوكوكورتيكويدات مثل الكورتيزول، وكذلك تنشيط الجهاز العصبي الودي (قسم من الجهاز العصبي اللاإرادي)، تمنع عملية تكوين الخلايا العصبية في الثدييات الرئيسة (primates).  من المعروف أن القشرانيات السكرية الداخلية والخارجية (glucocorticoids) تسبب الذهان والاكتئاب،  مما يعني أن تكوين الخلايا العصبية في التلفيف المسنن قد يلعب دورًا مهمًا في تعديل أعراض التوتر والاكتئاب. 

### سكر الدم
تشير الدراسات التي أجراها باحثون في المركز الطبي بجامعة كولومبيا إلى أن ضعف التحكم في الجلوكوز يمكن أن يؤدي إلى تأثيرات ضارة على التلفيف المسنن، مما يؤدي إلى تدهور الذاكرة. 

### أخرى
تشير بعض الأدلة التي شوهدت في الفئران إلى أن تكوين الخلايا العصبية في التلفيف المسنن يزداد استجابةً للتمارين الهوائية (aerobic exercise).  أظهرت العديد من التجارب أن تكون الخلايا العصبية (تطور الأنسجة العصبية (neurogenesis)) غالبًا ما تزداد في التلفيف المسنن للقوارض البالغة عندما تتعرض لبيئة خصبة.  

### السلوك المكاني
أظهرت الدراسات أن الفئران واجهت صعوبة بالغة في المناورة عبر متاهة سبق لها عبورها بعد تدمير حوالي 90٪ من خلايا التلفيف المسنن. عند اختبار الفئران عدة مرات لمعرفة ما إذا كان بإمكانهم تعلم متاهة، أظهرت النتائج أن الفئران لم تتحسن على الإطلاق ، مما يشير إلى أن ذاكرتهم العملية كانت ضعيفة للغاية. وقد اجهت الجرذان مشكلة في استراتيجيات المكان لأنها لم تستطع دمج المعلومات المكتسبة حول المتاهة في ذاكرتها العاملة (working memory)، وبالتالي لم تستطع تذكرها عند المناورة في نفس المتاهة في تجربة لاحقة. في كل مرة يدخل فيها فأر إلى المتاهة، يتصرف الجرذ كما لو كان يرى المتاهة لأول مرة. 